# جنگل‌های خزان‌دار خشک فلات مرکزی دکن
جنگل‌های خشک فلات مرکزی دکن (به انگلیسی: Central Deccan Plateau dry deciduous forests) یک منطقهٔ مسکونی و جنگل در هند است.